# Huehuetenango (departement)
Huehuetenango is een departement van het gelijknamige land Guatemala, gelegen in het westen van het land aan de grens met Mexico. De hoofdstad van het departement is gelijknamige stad Huehuetenango.
Het departement bestrijkt een oppervlakte van 7400 km² en heeft 1.170.669 inwoners (2018). Daarmee is Huehuetenango na Guatemala en Alta Verapaz het meest volkrijke departement van het land.

## Gemeenten
Het departement is ingedeeld in 33 gemeenten:
- Aguacatán
- Chiantla
- Colotenango
- Concepción Huista
- Cuilco
- Huehuetenango
- Jacaltenango
- La Democracia
- La Libertad
- Malacatancito
- Nentón
- Petatán
- San Antonio Huista
- San Gaspar Ixchil
- San Ildefonso Ixtahuacán
- San Juan Atitán
- San Juan Ixcoy
- San Mateo Ixtatán
- San Miguel Acatán
- San Pedro Necta
- San Pedro Soloma
- San Rafael La Independencia
- San Rafael Petzal
- San Sebastián Coatán
- San Sebastián Huehuetenango
- Santa Ana Huista
- Santa Bárbara
- Santa Cruz Barillas
- Santa Eulalia
- Santiago Chimaltenango
- Tectitán
- Todos Santos Cuchumatán
- Unión Cantinil

Alta Verapaz · Baja Verapaz · Chimaltenango · Chiquimula · El Progreso · Escuintla · Guatemala · Huehuetenango · Izabal · Jalapa · Jutiapa · Petén · Quetzaltenango · Quiché · Retalhuleu · Sacatepéquez · San Marcos · Santa Rosa · Sololá · Suchitepéquez · Totonicapán · Zacapa